# 斑稃碱茅
斑稃碱茅（学名：Puccinellia poecilantha）为禾本科碱茅属下的一个种。